# Palo de Mayo

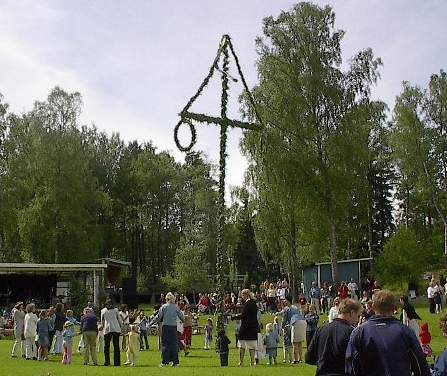
Bailes alrededor del palo de Mayo, en Åmmeberg, Suecia

El Palo de Mayo (en inglés: Maypole, o ¡Mayo Ya!) es un tipo de  danza afro-caribeña con movimientos sensuales que forma 
parte de la cultura de varias comunidades de las Regiones Autónomas de la Costa Caribe  y Región Autónoma de la Costa Caribe Sur de Nicaragua; así como en Belice, Islas de la Bahía en Honduras, Puerto Limón en Costa Rica y Bocas del Toro
```
Panamá
.
```

## La Historia

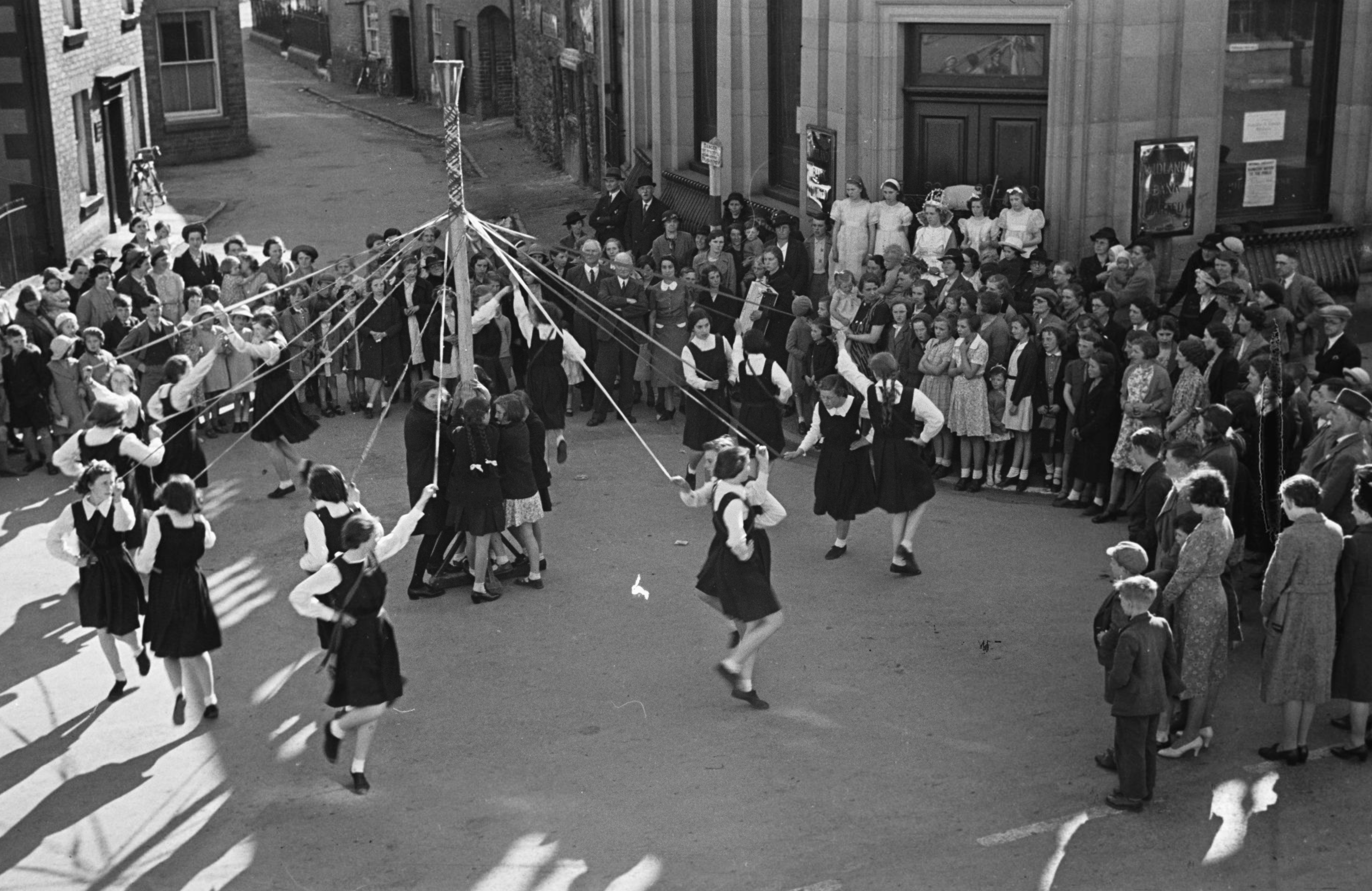
Un palo de mayo en Llanfyllin, Gales el 1 de mayo de 1941

En distintos países de Europa, cuando en la primavera comienzan a retoñar los árboles, se celebra el May Day bailando alrededor de un árbol adornado con cintas de colores, un culto pagano mediante el cual los humanos creían traer a sus vidas los misterios de los árboles.
Esta festividad tiene sus orígenes remotos en las culturas del mediterráneo antiguo, datando los primeros registros de la época del Imperior Romano. El cristianismo adoptó esta celebración, dando lugar al festejo de la Invención de la Santa Cruz, que se difundió por toda Europa junto con el calendario de festividades religiosas. Así, la colonización inglesa importa esta fiesta al Caribe en el siglo XVII y esto, junto a la exportación de grupos de origen africano, da origen al Palo de Mayo.

## Nicaragua
En Nicaragua, "Mayo Ya" es el nombre que recibe el festival que se celebra durante el mes de mayo en la costa del Caribe Sur nicaragüense mientras que en el Caribe Norte es conocido como May Pole en el mismo mes de mayo. Debido a la importancia de esta celebración y por ser el mes en que más de identifica el Pueblo Creole, en Puerto Cabezas, cabecera departamental de RAAN ha sido designado como el mes de la Herencia Africana. Gran Parte de la música tradicional del Palo de Mayo afro-caribeña que se originó en la ciudad de Bluefields en el siglo XVIII.
Desde 1870, la música y baile del Palo de Mayo es un acto colectivo, una comunicación entre los músicos, el solista, el público y los bailarines que forman una parte integral de los eventos de palo de mayo.
Palo de Mayo, o Maypole, es una celebración de bienvenida a la lluvia, la producción, la vida nueva y que incluye un palo alto de madera (¿una Cruz de Mayo?), decorado con cintas largas y de colores que están fijadas y suspendidas desde la parte superior. 
No hay un acuerdo definitivo entre los historiadores en cuanto a la forma en que llegó a Nicaragua. Muchos señalan que existen diferencias en la celebración de los creoles que habitan la Costa Caribe de Nicaragua con respecto a los otros países.

### Ritual y festival
Se cuenta que el Palo de Mayo fue bautizado con ese nombre porque lo cortaban en ese mes, además porque su estructura es la de un tronco largo que no lleva ramas ni hojas abajo, apto para las danzas a su alrededor.  
Como ritual es alegre con música y danza haciendo un círculo cuyo eje central es el árbol, cuyos frutos y cintas coloridas representan lo femenino, y el tronco es una clara alusión a la masculinidad. También podríamos apreciar que el palo de mayo es un baile que se celebra en las costas del Caribe donde todos bailan con faldas cortas
Como festival es colorido con flores, frutos, dulces, movimientos de hombres y mujeres, niños y niñas, los que están y los que van a nacer, en fin la gente de todas las edades que hace un baile colectivo, gestual y significativo. 
Mayaya es la diosa de la fertilidad y representa el culto a la tierra, y según testimonios del Pueblo Creole, este se baila casi exclusivamente en el mes de mayo. Es adaptado por la versión inglesa.
Empezó con más fuerza en Bluefields, la gente baila para obtener premios. Se baila alrededor de un árbol para pedir la lluvia y para que ese mes sea fructífero, es la fertilidad de la tierra y de las mujeres, son creencias y mitos que la juventud presente, tal vez lo ve diferente, pero es una herencia que los mayores vivimos y celebramos con todo el sentido que tiene porque nosotros conocemos bien nuestra historia… y nacimos con el ritmo adentro.
La única diferencia en el Palo de Mayo de Nicaragua de Belice, y las Islas de la Bahía de Honduras, es la danza que se originó durante un festival en el que las mujeres bailaban alrededor de la "Cruz de mayo" y luego los hombres se les acercaban con la esperanza de acompañarlas, pero las mujeres les rechazaban con sus manos diciéndoles que aún no. 
La música es sensual con ritmos intensos y se originó al mismo tiempo que el baile. Con los años ambos han progresado, el baile que acompaña a la música Palo de Mayo se ha convertido en más y más sensual.
Durante el baile, se toca música del ritmo musical ahora conocido como Palo de Mayo que es una reelaboración eléctrica del ritmo musical criollo llamado mento (acústico folk).

### Instrumentos musicales
El principal es el tambor de mano. Luego se incorporaron la raya de coco y la quijada de burro que se hacen sonar raspándolos rítmicamente con un clavo, la 'sinfónica de peine de carey, la tina de lavar' con una cuerda sustituye al bajo y para marcar el ritmo se usa un simple tarro metálico al que se golpea rítmicamente con una varita.
Más tarde se incorporaron el acordeón, las maracas, la guitarra, el violín y el mandolín. Además se usan la trompeta y la concertina, pero el tambor, el acordeón, el banju y el bajo de tina llegaron a ser los instrumentos preferidos de la música de Palo de Mayo costeño.
En el grupo musical el tamborista era generalmente el compositor de las canciones, llevaba el ritmo y cantaba. Era el solista; los otros músicos servían como coro. 
En la actualidad, un típico conjunto musical de Palo de Mayo se incluyen instrumentos musicales como tambores tap, secciones de cuerno, guitarra eléctrica, bajo eléctrico y el órgano eléctrico portátil.

### Canciones
Las canciones relatan algún hecho de la vida comunal o del propio compositor, son generalmente de cuatro líneas o de una estrofa que se canta repetidas veces, lo cual puede hacer que una sola canción tenga una larga duración. Hacen mucho uso de la "llamada-respuesta y solista-coro" lo cual es conocido como antifonía. Casi todas las canciones son contestatarias y en ellas el ritmo es mucho más importante que la melodía.
Son canciones muy conocidas las siguientes:
- Mayaya lost the key (Mayaya perdió la llave), una de las canciones donde originalmente se hace un círculo con una bailarina al centro. Esta canción tiene su origen en el municipio de Corn Island.

- Sing Simon, sing my love ("Canta Simón, canta mi amor).

- Túlululu pas under ("To All, Pass Under", "A todos, pasen por debajo"), esta canción integra a todos en el baile-desfile que se desarrolla a lo largo de la calle. Requiere la participación de todos, las personas van pasando debajo de un arco hecho por los brazos de los participantes. Cuando una pareja pasa, se coloca adelante para continuar el arco que avanza al ritmo de la música.

- Read, read, read, Mama Hooker conocida como Reedo reedo Mama Juka ("Leé, leé, leé, Mamá Hooker") popularizada por el conjunto bluefileño Los Bárbaros del Ritmo en 1971 con el vocalista José A. Sinclair (Mango Ghost).

- Zion Send Come Call Me (Zion me mando a llamar") grabada por Los Bárbaros del Ritmo, Cawibe y Soul Vibrations.

- Judith drownded de la autoría de Silvester Hodgson, un personaje popular del barrio Cotton Tree en Bluefields conocido como Tantó, es uno de los compositores de canciones famosas del palo de mayo.

- Lanch Turn Over (Se volteó la lancha), es una canción de denuncia de la autoría de Silvester Hodgson, compuesta en ocasión del hundimiento de una lancha bananera, en el percance supuestamente se perdió el dinero de la planilla para el pago de los trabajadores. En dicha canción se señala que la lancha fue volteada por negligencia, incluso señala el nombre de uno de los funcionarios de la empresa que se dice provocó el percance con conocimiento de causa. En la canción el solista pregunta ¿Quién hizo que se volteara la lancha? y el coro contesta con el nombre del funcionario. Ya no suena mucho porque la familia del aludido amenazó con demandar judicialmente al autor.

### Grupos musicales representativos
El palo de mayo se empezó a comercializar a partir de los años setenta del siglo XX cuando muchos costeños emigraron hacia Managua. Desde 1970 se destacan "Los Bárbaros del Ritmo", quienes en 1971 fueron los primeros en grabar un disco de larga duración (LP) con el sello discográfico "Discos Andino" del gran impulsor de la música vernácula nicaragüense, el músico capitalino Luis Felipe Andino.
A mediados de la década de 1970, "Grupo Gamma" se constituyó en el primer conjunto musical de la Costa Caribe nicaragüense que dio a conocer con éxito comercial la música y danza del Palo de Mayo en la región del Pacífico de Nicaragua. A este grupo de notables músicos e intérpretes cabe el honor de haber popularizado este movido ritmo caribeño en las radios y canales de televisión nacionales. Fue una verdadera fiebre musical que contagió al país entero.
"Dimensión Costeña", liderada por el vocalista Anthony Matthews es una famosa banda musical que interpreta música de Palo de Mayo que ha disfrutado de popularidad en la región del Pacífico de Nicaragua desde la década de 1980.
El último grupo establecido que interpretó canciones de palo de mayo con instrumentos originales fue "Zinica Band" integrada por Víctor "Vec" Perry (banjú), Landiman Omier (acordeón), Walter Lockwood (guitarra), Cluadeus "Golden" Omier (bajo de tina), Edwin Campbell (maracas y quijada) y Hubert "Timmy" Perry (tambor). Durante sus 10 años de existencia participaron con ellos otros músicos como Mr. Gosden, Bull Tun Tun, Winston Perry y Mr. Catusse.
En esa misma década, "Soul Vibrations" y "Cawibe" fueron grupos que sonaron fuerte en Nicaragua debido a su fusión única del y palo de mayo con ritmos caribeños como el reggae, calipso y soca. Cawibe tuvo éxitos musicales como la canción "El Burro", seguida de "Calipso Man" y el tema "Mayo Ya".
También son recordados los conjuntos musicales "Praxis" y "Caribbean Taste".

### Controversia generacional
Ivy Elizabeth Forbes Brooks viuda de Nelson (11 de diciembre de 1922 - 2 de mayo de 2021), del barrio Punta Fría y promotora de la danza afrocaribeña, más conocida en Bluefields como Miss Lizzie Nelson, actuó como guardiana de esta tradición. Ella siempre sostuvo:
"...el palo de mayo no es el nombre de una danza, el palo de mayo no es una danza, es una festividad, un ritual y la música que se baila se llama mento, el ritmo es mento."
El mento es un ritmo en que principalmente se hacen movimientos de caderas y de los pies y en los que la mujer predomina, pero las parejas ni siquiera llegan a tocarse.
Para el historiador costeño Hugo Sujo existen dos versiones del palo de mayo, una conservadora y una liberal.
"Hay una versión muy conservadora, puritana, que lo bailan muy decente con pasos bien medidos y de la manera más seria. El palo de mayo ha evolucionado y ha dado paso a la versión liberal. Esta se baila más libre con toda clase de movimientos eróticos, en todas las posiciones: vertical, horizontal, en el suelo en el aire... nada es estático... es dinámica y está en plena evolución."

### Bluefields Sound System
Alex Scott dirige "Bluefields Sound System" un proyecto cultural que busca el rescate, grabación y difusión del talento musical del Caribe nicaragüense. Su propósito es dar a conocer a los artistas veteranos y hacer que los jóvenes aprendan de ellos.

## El país Belice
En Belice, se realiza el trenzado del árbol de mayo junto con la escalada de árboles de coco y competiciones de cucaña. Esto es porque una parte de la población criolla de la RACCS, se trasladó hacia Honduras Británica (el actual Belice) mucho antes de su independencia del Reino Unido en 1981.